# Barylypa subtilis
Barylypa subtilis là một loài tò vò trong họ Ichneumonidae.